# 右脳の達人シリーズ
右脳の達人シリーズ（うのうのたつじんシリーズ）はバンダイナムコゲームスから発売されたニンテンドーDS用ソフトのシリーズ。鹿屋体育大学教授の児玉光雄が監修する右脳トレーニングゲームである。

## 右脳の達人 爽解!まちがいミュージアム
2006年2月9日発売。
基本はニンテンドーDSの上画面と下画面の絵の違う箇所を見つけるまちがい探しゲーム（制限時間10秒）であるが、落ち葉吹き（マイクに息を吹きかけると画面上の落ち葉が吹き飛ぶ）やスクラッチなど、DSの機能を活かした問題も出題される。

## 右脳の達人 ガンバれっトレーナー
2006年5月18日発売。
旧ナムコ時代に発売されていたガンシューティングゲーム『ガンバレットシリーズ』の新作でもあるが、タッチペンによる操作になっている。
ブレインマッサージ
その日毎の注意力、命中力、反応力、判断力、正確性、総合力を判断する脳トレ風のモード。
アーケード
従来のガンバレットシリーズと同じモード。「練習」は4ステージ、「初級」「上級」「激ムズ」は8ステージ構成。
フリープレイ
自由にステージを選んでプレイできるモード。
対戦
1カートリッジ、本体2台による対戦（DSダウンロードプレイ）。4ステージ構成。
エレメカミュージアム
ナムコのエレメカを遊べるモード。収録ゲームはワニワニパニック、カニカニパニック、シュータウェイII、コズモギャングズ。

## 右脳の達人 ひらめき子育てマイエンジェル
2006年9月7日発売。
旧ナムコ時代に発売されていたクイズゲーム『子育てクイズ マイエンジェル』シリーズのソフトでもある。但しキャラクターデザインは『子育てクイズ マイエンジェル』シリーズとは大幅に異なる。
すこやかモード
ゲーム開始時点で生まれたばかりの自分の子供を設定し、右脳クイズを1ゲームプレイするたびにプレイ内容に応じてその子が1歳ずつ成長し、学校入学や運動会、習い事、家族旅行といったイベントが発生。子供が21歳になるまでをプレイする。
ふれあいモード
自分のプレイしたいタイプの右脳クイズを自由に選択できるモード。

## 右脳の達人 爽解!まちがいミュージアム2
2007年3月1日発売。
『まちがいミュージアム』の続編。サーチライト（タッチした周辺が明るくなる）や動物声まねといった新モードを追加。

## リニューアル版
上記の通り、ニンテンドーDSで展開されたシリーズだったが、『まちがいミュージアム』と『まちがいミュージアム2』を基に、Nintendo Switch向けにリニューアルした『-右脳の達人- まちがいさがしミュージアム for Nintendo Switch』が2021年4月22日に発売された。